# Bussières (Seine-et-Marne)
Bussières je francouzská obec v departementu Seine-et-Marne v regionu Île-de-France. V roce 2012 zde žilo 481 obyvatel.

## Poloha obce
Obec leží u hranic departementu Seine-et-Marne s departementem Aisne, tedy i u hranic regionu Île-de-France s regionem Hauts-de-France. Sousední obce jsou: Bassevelle, Citry, Charly-sur-Marne (Aisne), Orly-sur-Morin, Saâcy-sur-Marne, Saint-Cyr-sur-Morin a Saint-Ouen-sur-Morin.

## Vývoj počtu obyvatel
Počet obyvatel